# 贡井区
贡井区为四川省自贡市所辖的市辖区。辖区面积87平方公里，常住人口約23万人。區人民政府駐筱溪街道筱溪街1號。

## 行政区划
贡井区下辖3个街道办事处、7个镇：
筱溪街道、贡井街道、长土街道、艾叶镇、建设镇、龙潭镇、桥头镇、五宝镇、莲花镇和成佳镇。

## 人口
根据自贡市第七次全国人口普查结果，2020年11月1日零时，全区常住人口为226704。

## 特产
五宝花生：中国地理标志产品。